# Kraftwerk Franken I
Das Kraftwerk Franken I in Nürnberg-Gebersdorf ging 1913 in Betrieb. Es hatte die Aufgabe, weite Teile Mittelfrankens mit elektrischer Energie zu versorgen und die vorhandenen, dezentralen Kraftwerke wie zum Beispiel das Kraftwerk Tullnau in Nürnberg zu ersetzen. Zwei Turbinen mit je 3,4 Megawatt elektrischer Leistung wurden von sechs mit Steinkohle beschickten Dampferzeugern versorgt. Der letzte Block davon wurde 1988 stillgelegt.
Heute hat das Kraftwerk eine Nettoleistung von 823 Megawatt. Die derzeit in Betrieb befindlichen, jeweils 83 Meter hohen, Blöcke 1 und 2 des Kraftwerks wurden in den Jahren 1973 und 1976 fertiggestellt. Sie werden mit Erdgas und im Bedarfsfall mit leichtem Heizöl betrieben. Da die Preise für beide Energieträger hoch sind, kommt Franken I nur als Spitzen- und Reservekraftwerk zum Einsatz. In den letzten Jahren wurden die Kessel auf stickoxidarme Verbrennung umgestellt. Das früher ersatzweise eingesetzte schwere Heizöl wurde inzwischen durch schwefelarmes leichtes Heizöl ersetzt.
Das Kraftwerk versorgt die Stadt Nürnberg an sehr kalten Tagen und während der Revisionen zusätzlich mit Fernwärme, um das Haupt-Heizkraftwerk Sandreuth zu unterstützen. Bevorzugt wird die Wärme im Teilnetz Gebersdorf-Röthenbach, welches an das restliche Fernwärmenetz, das auf der anderen Seite des Main-Donau-Kanal liegt, getrennt ist, erzeugt.
Block 2 gilt als Vorläufer der heute verbreiteten hocheffizienten GuD-Kraftwerke, bei denen die heißen Abgase der Gasturbine zur Dampferzeugung genutzt werden.
Der Netzanschluss erfolgt über die Schaltanlage auf der 110-kV-Hochspannungsebene in das Stromnetz des Verteilnetzbetreibers bayernwerk. Hierdurch trägt das Kraftwerk zur Entlastung des Höchstspannungsnetzes bei und wird für die verminderten Netznutzungsentgelte (vNNE) vergütet. Auf dem Gelände auf der anderen Seite der Bahnstrecke sind außerdem zwei Bahnstromumrichter mit je 30 MW installiert.
Im Mai 2012 kündigte E.ON, der damalige Kraftwerksbetreiber, an, mehrere Kraftwerke in Süddeutschland bis 2014 schließen zu wollen, darunter auch Franken 1. Die beantragte Stilllegung wurde aber 2013 durch die Bundesnetzagentur untersagt, die Franken I zusammen mit anderen Gaskraftwerken als systemrelevant einstuft, weil diese trotz geringer Auslastungsgrade Engpässe der erneuerbaren Energien ausgleichen müssen.

## Daten
Das Kraftwerk dient der öffentlichen Stromversorgung. Als Brennstoffe werden Erdgas und Heizöl EL sowie Propangas, das als Zündgas verwendet wird, eingesetzt. Es werden die folgenden Kraftwerksblöcke betrieben:
- Block 1 mit 944 MWth bzw. 383 MWel, dazu Fernwärme 30 MWth
- Block 2 GuD mit 1080 MWth bzw. mit 440 MWel, davon 58 MWel Gasturbine (im Solobetrieb als Schnellstartaggregat möglich) und 382 MWel Dampfturbine
- Hilfskessel mit insgesamt 46,5 MWth für Fernwärme- und Hilfsdampfversorgung
- Bahnstromumrichter, 2 Stück mit je 30 MWel

Heizöl EL wird in 3 Tanks mit einer maximalen Gesamtmenge von 24.200 Tonnen gelagert.
Die letzte Vor-Ort-Besichtigung des Betriebsbereichs erfolgte durch die Regierung von Mittelfranken am 29. November 2018; das Ergebnis ist auf deren Internetseite zugänglich.

## Zwischenfälle
- Am 8. Februar 2021 kam es zu einem Brand im Block 1, der sich vom Erdgeschoss bis in etwa 80 m Höhe ausbreitete.[11] In der Folge war die Fernwärmeversorgung für einige Tage eingeschränkt.[12]